# Jesper Karjalainen
KarjeN (* 11. März 1993; bürgerlich Jesper Karjalainen) ist ein schwedischer E-Sportler, der im Spiel Trackmania erfolgreich ist. Sein Nickname leitet sich aus seinem Nachnamen ab, der wiederum finnisch ist.

## Karriere
KarjeN begann im März 2007, Trackmania zu spielen. Sein größter Erfolg war der Gewinn der World Cyber Games im Jahre 2009. Er sagt von sich selbst jedoch, dass er hauptsächlich aus Spaß am Spiel spiele, Turniere sind für ihn eine Art Bonus. Früher war er bei n!faculty aktiv, mittlerweile spielt er für Team Dignitas. Nach einer längeren Pause, in der er sich auf sein Studium konzentrierte, nahm KarjeN beim STC12 die Teilnahme an Turnieren wieder auf. Zurzeit lebt er in Norberg.

## Erfolge
Diese Liste zeigt die wichtigsten Erfolge KarjeNs. Innerhalb des Spiels hat er viele weitere Turniere gewonnen.
- 2008: DreamHack Winter: Sieger
- 2009: DreamHack Summer: Sieger
- 2009: World Cyber Games: Sieger
- 2009: Geil Racing Challenge: Sieger
- 2009: Pixelsport Challenge: Sieger
- ESL Nations Cup 6: Sieger (mit Team Schweden gegen Frankreich)